# Jan Karaś
Jan Karaś  est un footballeur polonais né le 17 mars 1959 à Cracovie. Il évoluait au poste d'attaquant.

## Biographie

### En club
Avec le club du Legia Varsovie, il dispute 155 matchs en première division polonaise, inscrivant 20 buts. Il réalise sa meilleure performance lors de la saison 1986-1987, où il inscrit 5 buts. 
Avec le Legia, il est vice-champion de Pologne en 1985 et 1986. Cela lui permet de participer à la Coupe de l'UEFA. Il joue 10 matchs en Coupe d'Europe, inscrivant un but contre l'Inter Milan en octobre 1986.
Avec l'équipe de l'AEL Larissa, il dispute 21 matchs en première division grecque, inscrivant trois buts.

### En équipe nationale
International polonais, il reçoit 16 sélections (17 sélections selon certaines sources) et inscrit un but en équipe de Pologne entre 1984 et 1988.
Il joue son premier match en équipe nationale le 29 août 1984, en amical contre la Norvège (match nul 1-1 à Drammen).
Son dernier match en équipe nationale a lieu le 23 mars 1988, en amical contre l'Irlande du Nord (match nul 1-1 à Belfast).
Il fait partie du groupe polonais qui termine huitième de finaliste de la Coupe du monde 1986. Lors du mondial organisé au Mexique, il joue trois matchs : contre le Portugal, l'Angleterre, et le Brésil.
A trois reprises, il est capitaine de la sélection polonaise.

## Carrière
- 1979-1982 :  Hutnik Nowa Huta
- 1983-1989 :  Legia Varsovie
- 1989-1990 :  AEL Larissa
- 1990-1991 :  Hutnik Varsovie
- 1991-1992 :  VPS Vassa
- 1992-1994 :  Polonia Varsovie
- 1994-1996 :  Dolcan Ząbki

## Palmarès
Avec le Legia Varsovie :
- Vice-champion de Pologne en 1985 et 1986
- Vainqueur de la Coupe de Pologne en 1989
- Finaliste de la Coupe de Pologne en 1988

Avec le Polonia Varsovie :
- Champion de Pologne de deuxième division en 1993